# Província de Izumi
Os caracteres 泉州 também são utilizados no nome da cidade chinesa de Quanzhou.
Izumi (和泉国, Izumi no kuni) foi uma antiga província do Japão. É também referida como Senshū (泉州). Fica em Kinai e sua área hoje corresponde ao sudoeste da prefeitura de Osaka (sul do Rio Yamato; excetuando-se a própria cidade de Osaka). O Ōshōji em Sakai era a fronteira com a Província de Settsu até o começo do Período Meiji, quando a divisa passou a ser no Rio Yamato. Izumi era classificada como província inferior no Engishiki.

Mapa das províncias japonesas (1868), com a província de Izumi em destaque

A parte norte era chamada de “Izumi Norte” (泉北, Senboku), e a parte sul, “Izumi Sul” (泉南, Sennan). Izumi incluía a porção sul do grande porto de Sakai e era geralmente governada por quem fosse senhor do Castelo de Osaka e da Província de Settsu. 

## Nome
O nome “Izumi” significa “forte” (泉), mas é escrito com dois caracteres, sendo que o caractere para “paz” (和) foi incluído por um edito imperial de 713. Esse caractere não tem papel na leitura.
A capital da província se localizava na atual Fuchū, cidade de Izumi, prefeitura de Osaka; a cidade de Izumi adotou o nome da província como seu.

## Desenvolvimento
Segundo o Shoku Nihongi, os distritos de Izumi e Hine foram separados da Província de Kawachi em 23 de abril de 716; além disso, em 8 de maio do mesmo ano, o Distrito de Ōtori foi também separado de Kawachi, e os três distritos formaram Izumi-gen (和泉監). A casa imperial de Chinu (茅渟宮, Chinu no Miya, também conhecida como Palácio de Izumi) ficava em Izumi, e isso parece ter a ver com a incomum classificação gen (監): Yoshino-gen era a única província com essa designação. Depoos, em 15 de setembro de 740, foi abolida e reincorporada à província de Kawachi. Em 30 de maio de 757, foi restabelecida com a designação normal de kuni (国).
De acordo com o Nihongi Ryaku, em 21 de abril de 825, os distritos de Higashinari, Nishinari, Kudara e Sumiyoshi, da Província de Settsu, foram incorporados à Província de Izumi, mas os residentes eram contrários à mudança, por isso foram restaurados a Settsu em 8 de agosto do mesmo ano.
No Período Edo, o Domínio de Kishiwada (Koide tozama, Matsudaira/Matsui fudai, Okabe fudai; 30000–60000 koku) e o Domínio de Hakata (Watanabe fudai; 13500 koku) foram estabelecidos.
Por volta de 1870 ou 1872 (começo da Era Meiji), a fronteira com a Província de Settsu foi transferida para o Rio Yamato (antes eram as estradas de Ōshōji e Nagao Kaidō).

## Capital
A capital provincial ficava no Distrito de Izumi, atualmente Fuchū, Izumi. As ruínas de suas construções estão sendo escavadas. 
A residência do shugo ficava na capital, mas foi transferida para Sakai no Período Muromachi.

## Templos
O único grande templo era o Santuário de Ōtori no distrito de Ōtori (Ōtorikita, Sakai); tornou-se o templo principal da província de Izumi.
O templo secundário era o Santuário de Izumi-Anashi (Toyonaka, Izumiōtsu); o templo terciário era o Santuário de Hijiri (Ōji, Izumi), o quaternário, o Santuário de Tsugawa (Tsugawa, Kishiwada), e o quinário, o Santuário de Hine (Hineno, Izumisano). Entretanto, o Santuário de Hine era listado como quaternário em um documento de 1501.
O sōja era o complexo de Cinco Santuários Sōja no Santuário de Izumi-Inoue na capital, onde ficava o kami dos cinco santuários.
O templo provincial era Fukutoku-ji (Kokubu, Izumi); era apenas para monges, não havia um para freiras.

## Shugo

### Xogunato Kamakura
- 1196–1203 – Sahara Yoshitsura
- 1207–1221 – Partidários do Imperador Go-Toba
- 1221–1248 – O clã Henmi
- 1249–1261 – Hōjō Shigetoki
- 1279–1300 – Hōjō Tokimura
- 1313–1315 – Hōjō Hiroaki
- 1315–1333 – Hōjō Shigetoki

### Xogunato Muromachi
- 1336–1337 – Hatakeyama Kunikiyo
- 1337–1347 – Hosokawa Akiuji
- 1347–1349 – Kō no Moroyasu
- 1349–1351 – Hatakeyama Kunikiyo
- 1351–1352 – Hosokawa Akiuji
- 1352–1359 – Hosokawa Nariuji
- 1359–1360 – Hatakeyama Kunikiyo
- 1360–1361 – Hosokawa Nariuji
- 1369–1378 – Kusunoki Masanori
- 1378–1391 – Yamana Ujikiyo
- 1392–1399 – Ōuchi Yoshihiro
- 1400–1403 – Nishiki Yoshikazu
- 1407–1408 – O clã Oku
- 1408–1411 – Hosokawa Yorinaga
- 1408–1448 – Hosokawa Motoyuki
- 1411–1438 – Hosokawa Mochiari
- 1438–1450 – Hosokawa Kiyoharu
- 1448–1483 – Hosokawa Mochihisa
- 1450–1480 – Hosokawa Tsuneari
- 1480–1500 – Hosokawa Motoari
- 1487–1495 – Hosokawa Katsunobu
- 1500–1508 – Hosokawa Mototsune / Hosokawa Masahisa
- 1513–1523 – O clã Hosokawa
- 1523–1531 – Hosokawa Kurō
- 1523–? – Hosokawa Gorō
- 1536–1554 – Hosokawa Mototsune

## Kamide Izumi
- Tachibana no Michisada
- Kakizaki Kageie
- Tōdō Takatora – Senhor feudal da primeira geração do Domínio de Tsu na Província de Ise.
- Tōdō Takatsugu – Senhor feudal da segunda geração do Domínio de Tsu na Província de Ise.
- Tōdō Takahisa – Senhor feudal da terceira geração do Domínio de Tsu na Província de Ise.
- Tōdō Takachika – Senhor feudal da quarta geração do Domínio de Tsu na Província de Ise.
- Tōdō Takatoshi – Senhor feudal da quinta geração do Domínio de Tsu na Província de Ise.
- Tōdō Takahora – Senhor feudal da sétima geração do Domínio de Tsu na Província de Ise.
- Tōdō Takanaga – Senhor feudal da oitava geração do Domínio de Tsu na Província de Ise.
- Tōdō Takasato – Senhor feudal da nona geração do Domínio de Tsu na Província de Ise.
- Tōdō Takasawa – Senhor feudal da décima geração do Domínio de Tsu na Província de Ise.
- Tōdō Takayuki – Senhor feudal da décima primeira geração do Domínio de Tsu na Província de Ise.
- Matsudaira Ienori – Senhor do Domínio de Iwamura na Província de Mino.
- Matsudaira Norinaga – Senhor dos domínios de Iwamura na Província de Mino, Hamamatsu na Província de Tōtōmi, e Tatebayashi na Província de Kōzuke; Rōjū.
- Matsudaira Norihisa – Senhor do Domínio de Tatebayashi na Província de Kōzuke e senhor feudal da primeira geração dos Ōgyū Matsudaira do Domínio de Karatsu na Província de Hizen.
- Matsudaira Noriharu – Senhor feudal da segunda geração dos Ōgyū Matsudaira do Domínio de Karatsu na Província de Hizen.
- Matsudaira Norisato – Senhor feudal da terceira geração dos Ōgyū Matsudaira do Domínio de Karatsu na Província de Hizen. Senhor do Domínio de Toba na Província de Shima, Domínio de Ise-Kameyama na Província de Ise, Domínio de Yodo na Província de Yamashiro, e Domínio de Sakura na Província de Shimousa. Rōjū。
- Matsudaira Norisuke – Senhor do Domínio de Sakura na Província de Shimousa, Domínio de Yamagata na Província de Dewa, e senhor feudal da primeira geração dos Ōgyū Matsudaira do Domínio de Nishio na Província de Mikawa.
- Matsudaira Norisada – Senhor feudal da segunda geração dos Ōgyū Matsudaira feudal do Domínio de Nishio na Província de Mikawa.
- Matsudaira Norihiro – Senhor feudal da terceira geração dos Ōgyū Matsudaira feudal do Domínio de Nishio na Província de Mikawa.
- Matsudaira Noriyasu – Senhor feudal da quarta geração dos Ōgyū Matsudaira feudal do Domínio de Nishio na Província de Mikawa e Rōjū.
- Matsudaira Noritsune – Senhor feudal da quinta geração dos Ōgyū Matsudaira feudal do Domínio de Nishio na Província de Mikawa.
- Tōyama Tomomasa – Senhor feudal da quarta geração do Domínio de Naeki na Província de Mino.
- Tōyama Tomonaka – Senhor feudal da sétima geração do Domínio de Naeki na Província de Mino.
- Tōyama Tomokiyo – Senhor feudal da nona geração do Domínio de Naeki na Província de Mino.
- Enomoto Takeaki

## Distritos
- Distrito de Ōtori
- Distrito de Izumi (partilhado por volta do século XIII)
  - Distrito de Izumi (泉郡)
  - Distrito de Nan
- Distrito de Hine

### Reorganização na Meiji
- A área do Distrito de Sumiyoshi na Província de Settsu do Rio TYamato ao sul foi adicionada ao Distrito de Ōtori.
- Distrito de Senboku – em 1º de abril de 1896, o Distrito de Ōtori e o Distrito de Izumi foram unidos, criando um distrito que ocupou o norte da antiga província de Izumi.
- Distrito de Sennan – em 1º de abril de 1896, o Distrito de Han e o Distrito de Hine foram unidos, criando um distrito que ocupou o sul da antiga província de Izumi.